# Alis (Vorname)
Alis ist ein männlicher und weiblicher Vorname.

## Herkunft und Bedeutung
Als weiblicher Vorname ist Alis eine dänische Variante zu Alice, was wiederum eine Variante des Namens Adelheid ist.

## Namensträger
- Alis Koekkoek (eigentlich Adriaan Kornelis Koekkoek; 1945–2005), niederländischer Politiker und Rechtswissenschaftler.
- Alis Vidūnas (1934–2009), litauischer Politiker und Manager

## Namensträgerinnen
- Alis Guggenheim (1896–1958), Schweizer Bildhauerin und Malerin
- Alis A. Rasmussen (bekannt als Kate Elliott; * 1958), US-amerikanische Science-Fiction- und Fantasy-Autorin